# يان هوغو
يان هوغو (بالإنجليزية: Hugh Parker Guiler)‏ هو مخرج أمريكي، ولد في 15 فبراير 1898 في بوسطن في الولايات المتحدة، وتوفي في 7 يناير 1985 في نيويورك في الولايات المتحدة.

## وصلات خارجية
- يان هوغو على موقع IMDb (الإنجليزية)
- يان هوغو على موقع قاعدة بيانات الفيلم (الإنجليزية)